# Mare Hadriacum
Mare Hadriacum  è una caratteristica di albedo della superficie di Marte.